# Маундер (лунный кратер)
Кратер Маундер (лат. Maunder), не путать с кратером Маундер на Марсе, — крупный ударный кратер в северной части Моря Восточного на обратной стороне Луны. Название присвоено в честь ирландского астронома и математика Энни Маундер (1868—1947) и английского астронома Эдварда Уолтера Маундера (1851—1928); утверждено Международным астрономическим союзом в 1970 г. Образование кратера относится к эратосфенскому периоду.

## Описание кратера

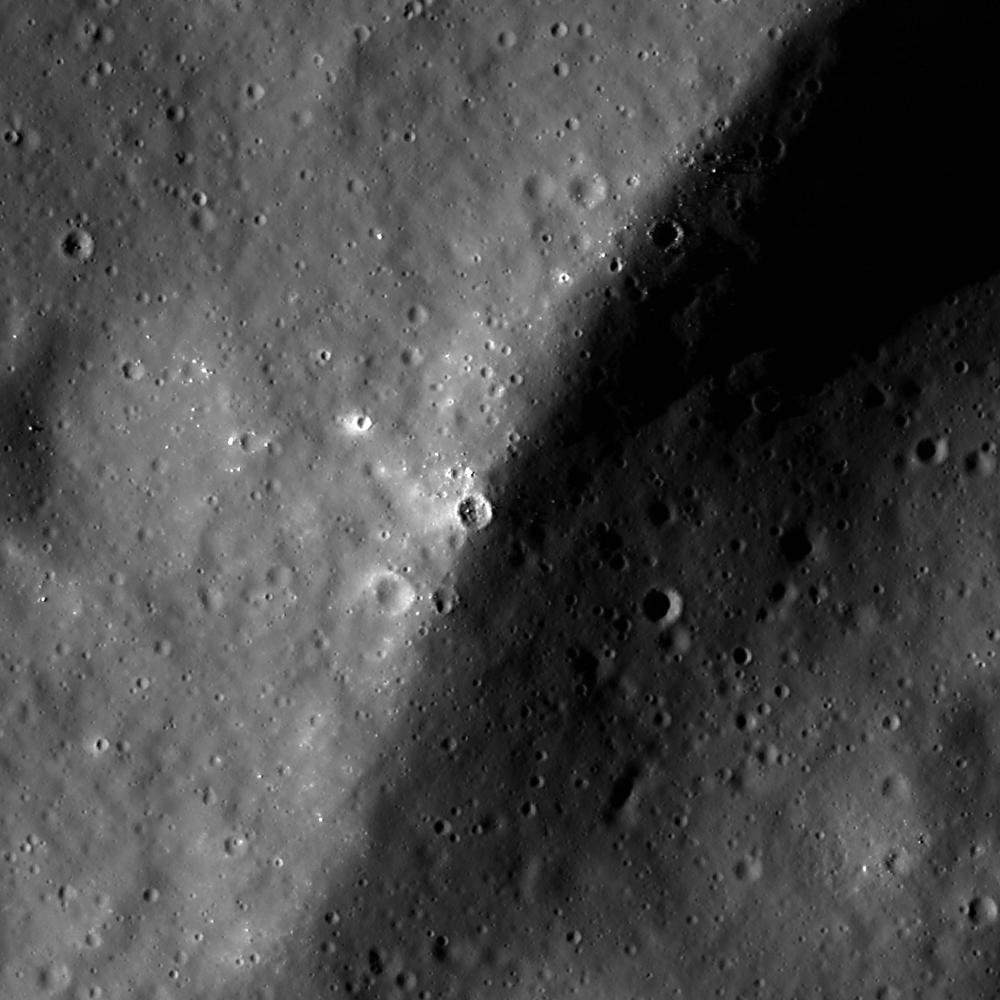
Фрагмент террасы на юго-восточной части внутреннего склона кратера Маундер. Снимок зонда Lunar Reconnaissance Orbiter. Ширина снимка около 800 м.

Ближайшими соседями кратера Маундер являются кратер Лоуэлл на западе; кратер Кудер на севере; кратер Шлютер на северо-востоке; кратер Лаллеман на востоке; кратер Копф на юго-востоке; кратер Гоманн на юге и кратер Ильин на юго-западе. На севере от кратера Маундер находятся горы Рук и за ними горы Кордильеры. Селенографические координаты центра кратера 14°31′ ю. ш. 93°53′ з. д. / 14,52° ю. ш. 93,88° з. д., диаметр 53,8 км, глубина 2,4 км.
Кратер Маундер имеет полигональную форму и практически не затронут разрушением. Вал несколько сглажен, но сохранил достаточно четкие очертания, внешний склон вала наиболее развит в западной части, достигая ширины 3 км. Внутренний склон ярко выраженной террасовидной структуры. Высота вала над окружающей местностью достигает 1170 м, объем кратера составляет приблизительно 2500 км³. Дно чаши сравнительно ровное, с хаотично расположенными холмами. В центре чаши расположен массивный двойной центральный пик состоящий из габбро-норито-троктолитовый анортозита с содержанием плагиоклаза 85-90 % (GNTA1); габбро-норито-троктолитовый анортозита с содержанием плагиоклаза 80-85 % (GNTA2) и анортозитового габбро..
Несмотря на расположение на обратной стороне Луны при благоприятной либрации кратер доступен для наблюдения с Земли, однако под низким углом и в искаженной форме.

## Сателлитные кратеры
| Маундер | Координаты                                          | Диаметр, км |
| ------- | --------------------------------------------------- | ----------- |
| A       | 3°17′ ю. ш. 90°37′ з. д. / 3,28° ю. ш. 90,62° з. д. | 15,5        |
| B       | 9°02′ ю. ш. 90°28′ з. д. / 9,03° ю. ш. 90,46° з. д. | 15,9        |

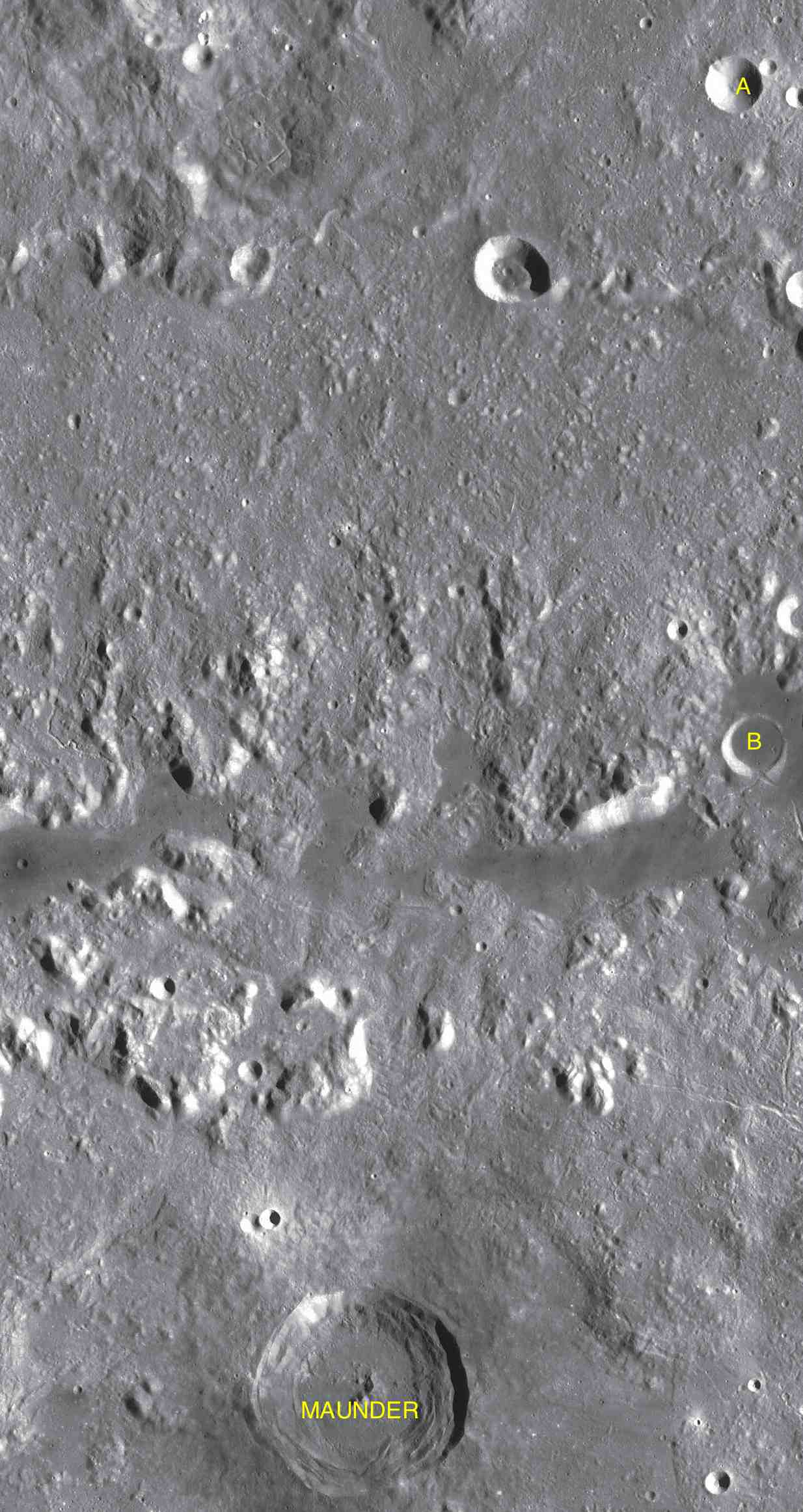
Фрагмент карты LAC-90.

- Сателлитный кратер Маундер Z в 1985 г. переименован Международным астрономическим союзом в кратер Кудер.